# ليندسي بارسونز
ليندسي بارسونز (بالإنجليزية: Lindsay Parsons)‏ (20 مارس 1946 ببرستل في المملكة المتحدة - ) هو لاعب كرة قدم بريطاني في مركز الدفاع. لعب مع فوريست غرين ونادي بريستول روفيرز ونادي توركي يونايتد وYate Town F.C. ‏ ونادي غلوستر سيتي وفروم تاون ‏ ونادي تاونتون تاون ‏.

## وصلات خارجية
- ليندسي بارسونز على موقع قاعدة بيانات كرة القدم.إي يو (الإنجليزية)